# مجلة ناس وناس
مجلة ناس وناس مجلة أردنية شهرية ثقافية فنية اجتماعية متنوعة تعمل على التواصل مع جميع الفئات العمرية، وتتضمن مواضيع شاملة ترضي جميع الأذواق. ساهم المبدع المصمم إيهاب ميتاني في وضع الاساس للشكل و طريقة تصميم الصفحات و عملية الاخراج الفني لتساهم في جعل الجمهور يعجب بهذه المجلة الأردنية.

## رئيس التحرير
رأس تحرير المجلة مازن دياب) رحمه الله الذي أراد ان يوصل قلمه للقراء من خلال مجلة ناس وناس الأردنية، فوضع من تجاربه وخبرته القليلة لتصبح من المجلات الأولى في الأردن.

## أهدافها
- تسليط الضوء على المواهب الأردنية والاهتمام بكافة المبدعين الأردنيين والعرب في سائر المجالات، وإبراز الهوية الريادية للشباب.
- تغطية جميع الأحداث والمناسبات المحلية والعربية ابتداءً من المناسبات الثقافية والفنية مرورا بالمناسبات الاجتماعية والرياضية، وانتهاءً بجولات السهر، بالإضافة إلى الزوايا الثابتة في المجلة والتي تعنى بالأسرة.
- إجراء المقابلات الصحفية مع الفنانين الأردنيين والعرب، وتقديم الفرصة الملائمة للتواصل معهم، والتعرف عليهم وتسليط الضوء على نقاط القوة والضعف في الفن الأردني والعربي، ومواكبة التطور الفني على الساحة الفنية المحلية والعربية.
- رعاية وتغطية العديد من النشاطات الخيرية والاجتماعية والفنية في الأردن.
تسعى المجلة دائماً للتميز في نشر الخبر بالكلمة والصورة، ومواكبة الأحداث المتنوعة باحترافية عالية، يعتمدها كادر العمل المتخصص في المجال الصحفي وقسم التصميم من خلال استقصاء الخبر الصحفي والمعلومة الصادقة من مصادر إعلامية محليه وعربية متعددة، والتعاون المتبادل مع وسائل إعلامية عربية إذاعية وتلفزيونية، بالإضافة لمراسليها المنتشرين في كافة الأقطار العربية كـ لبنان، مصر، والكويت، وبهذا استطاعت مجلة ناس وناس خلال فترة وجيزة أن تثبت حضورا قوياً وانتشاراً واسعاً، حيث أصبحت اليوم المجلة الفنية الأولى في الأردن.